# Институт математики и информатики Болгарской академии наук
Институт математики и информатики Болгарской академии наук (болг. Институт по математика и информатика при Българска академия на науките), сокращённо ИМИ — научно-исследовательский институт фундаментальных и прикладных исследований, занимающийся подготовкой высококвалифицированных кадров в области математики и информатики.

## История
Датой образования ИМИ считается 27 октября 1947 года. В тот день Совет управления Болгарской академии наук утвердил план научной деятельности на 1947/1948 годы, который предусматривал открытие научно-исследовательских институтов по отдельным научным направлениям, в том числе и математического института. В 1949 году был учреждён Математический институт при физико-математическом клоне Академии, его руководителем стал академик Любомир Чакалов.
В 1961 году Математический институт стал называться Математическим институтом и вычислительным центром (МИ с ИЦ), в 1972 году — Институтом математики и механики и вычислительным центром (ИММ с ИЦ), в 1994 году — Институтом математики, а в 1995 году было утверждено современное название.
Основными вехами в развитии Института являются следующие:
- 1961 год: образование первого вычислительного центра в Болгарии.
- 1962—1964 годы: создание первого болгарского компьютера «Витоша».
- 1965 год: создание первого электронного калькулятора (или электронной клавишной вычислительной машины) «Элка 22» (под именем «Элка-6521»).
- 1966 год: ведущие специалисты Математического института и вычислительного центра образовывают Центральный институт вычислительной техники.
- 1971 год: Математический институт и вычислительный центр включаются вместе с математическим факультетом Софийского университета в Единый центр науки и подготовки кадров по математике и механике (ЕЦНПКММ) и получают новые наименования — Институт математики и механики и Факультет математики и механики соответственно. Центр существовал до 1988 года, возглавлял его Любомир Илиев.
- 1977 год: от Института математики и механики отделяется Институт механики и биомеханики.
- 1984 год: сотрудники Института математики и вычислительного центра образовывают Координационный центр информатики и вычислительной техники (ныне Институт параллельной обработки информации, существующий в рамках Института информационных и коммуникационных технологий).
- 2000 год: образуется Школьный институт математики и информатики при поддержке Фонда святых Кирилла и Мефодия, фонда «Эврика» и Союза математиков Болгарии.

## Директора института
- 1947—1950: академик Любомир Чакалов
- 1951—1963: академик Никола Обрешков
- 1964—1988: академик Любомир Илиев
- 1988—1993: академик Петр Кендеров
- 1993—1999: профессор Николай Янев
- 1999—2012: академик Стефан Додунеков
- 2013—н. в.: член-корреспондент Юлиан Ревалски

## Научные области
В соответствии с европейскими приоритетами и научно-исследовательскими программами, а также мировыми тенденциями в развитии математики и информатики, ИМИ занимается научными и научно-прикладными исследованиями в следующих областях:
Математические структуры
- дискретные математические структуры и приложения,
- дифференциальные уравнения,
- анализ, геометрия и топология;

Математическое моделирование
- стохастика,
- исследование операций,
- численные методы и научные вычисления,
- теория аппроксимации,
- основы математических моделей

Математическая информатика
- математические основы информатики,
- математическая лингвистика и обработка данных,
- моделирование программных, когнитивных и информационных процессов;

Моделирование процессов в сферах образования по математике и информатике.
Важной частью политики ИМИ является участие в образовательных программах по математике и информатике для безопасного обучения магистров и докторов, школьников-отличников (в том числе подготовка национальных олимпиад по математике, информатике и математической лингвистике), переквалификации учителей, подготовка студентов и докторов к научным работам. В институте действуют 10 постоянных научных семинаров, издаются пять научных и научно-методических периодических изданий. Существует большая библиотека, являющаяся одной из лучших библиотек по математике в Юго-Восточной Европе. Ежегодно ИМИ участвует во множестве проектов регионального, национального и международного уровней; его посещают каждый год более 200 известных иностранных учёных; проводятся до 10 научных конференций, различные семинары и занятия в школах при институте.